# 1946–1947-es magyar jégkorongbajnokság
A 10. első osztályú jégkorongbajnokságban hat csapat indult el. A mérkőzéseket 1946. december 3. és 1947. március 31. között rendezték meg a Városligeti Műjégpályán.

## OB I. 1946–1947
|    | Csapat           | M | GY | D | V | GK     | Pont |
| -- | ---------------- | - | -- | - | - | ------ | ---- |
| 1. | MTK              | 8 | 7  | 1 | 0 | 127–16 | 15   |
| 2. | Ferencváros      | 8 | 6  | 1 | 1 | –      | 13   |
| 3. | Csepel           | 8 | 3  | 0 | 5 | –      | 6    |
| 4. | Budapesti Postás | 8 | 3  | 0 | 5 | 19–65  | 6    |
| 5. | MHC              | 8 | 0  | 0 | 8 | –      | 0    |

## A bajnokság végeredménye
1. MTK

2. Ferencvárosi TC

3. Csepel

4. Budapesti Postás

5. MHC

## Az MTK bajnokcsapata
Bán József, Barna Péter, Blaske Károly, Elek György, Endrei György, Endrei Tamás, Gergely András, Gosztonyi Béla, Hircsák István, Kenderesy Balázs, Ott Sándor, Sárai Endre, Szamosi Ferenc, Szeghy Ferenc, Tele Simon